# Villanova del Battista
Villanova del Battista é uma comuna italiana da região da Campania, província de Avellino, com cerca de 1.998 habitantes. Estende-se por uma área de 20 km², tendo uma densidade populacional de 100 hab/km². Faz fronteira com Ariano Irpino, Flumeri, Zungoli.

## Demografia
| Variação demográfica do município entre 1861 e 2011                               |
|                                                                                   |
| Fonte: Istituto Nazionale di Statistica (ISTAT) - Elaboração gráfica da Wikipedia |